# Équipe d'Écosse de football
Cet article traite de l'équipe masculine. Pour l'équipe féminine, voir Équipe d'Écosse féminine de football.
Maillots

Ancien logo de l’équipe écossaise.

L'équipe d'Écosse de football (en anglais : Scotland national football team) est une sélection nationale des meilleurs joueurs écossais représentant l'Écosse lors de rencontres internationales de football. Elle est sous l'égide de la Fédération écossaise de football. Les joueurs sont sélectionnés selon les conditions d'admissibilité en sélection d'un joueur britannique.
La sélection écossaise est l'une des deux doyennes des équipes nationales avec l'équipe d'Angleterre contre laquelle elle a disputé le tout premier match international officiel de l'histoire du football en 1872. L'Écosse est l'une des trois nations formant la Grande-Bretagne, avec l'Angleterre et le pays de Galles, à avoir sa propre équipe de football. Elle ne peut pas en revanche disputer les Jeux olympiques car c'est la Grande-Bretagne qui est membre du Comité international olympique et qui par conséquent est représentée en football comme dans les autres sports par une équipe de Grande-Bretagne.
L'Écosse est considérée comme une sélection nationale moyenne du fait de son modeste palmarès. Elle parvient à se qualifier pour la plupart des phases finales des championnats majeurs (Coupe du monde surtout) du début des années 1970 jusqu'à la fin des années 1990. L'équipe écossaise présente cependant la particularité d'échouer systématiquement, quel que soit le tournoi, en phase de poules du premier tour, avec notamment un manque de réussite certain à l'époque où elle était la plus compétitive : éliminée de peu à la différence de buts lors des mondiaux 1974, 1978 et 1982, dont une fois en sortant du tournoi invaincue (1974).
Le football est le sport le plus populaire en Écosse.
Les Écossais jouent en bleu marine et blanc. La « Tartan Army » (du nom de ses supporters) évolue à domicile au stade de Hampden Park. La Fédération écossaise de football célèbre ses joueurs qui ont atteint 50 sélections à travers le tableau d'honneur de l'équipe d'Écosse de football, lancé en février 1988, date à laquelle 11 joueurs avaient atteint ce nombre de sélections. Depuis janvier 2010 la sélection écossaise de football est sponsorisée par l'équipementier Adidas, son premier match officiel sous ces nouvelles couleurs s'est fait à l'occasion du match l'opposant à la République tchèque (victoire 1-0).

## Histoire

### Les débuts de l'Écosse
L'équipe d'Écosse dispute son premier match contre l'Angleterre le 30 novembre 1872 au stade Hamilton Crescent de Glasgow. Il s'agit du tout premier match international officiel de l'histoire du football. Cette partie se solde par un score nul sans but. Les deux équipes s'étaient cependant déjà rencontrées lors de matchs non officiels : le 5 mars 1870 (1-1 au, Kennington Oval à Londres), puis le 25 février 1871, le 18 novembre 1871 et le 24 février 1872. L'Écosse domine alors avec l'Angleterre le football britannique pendant les décennies suivantes. Entre 1884 et 1939, elle remporte 27 fois le British Home Championship mettant aux prises chaque année les quatre sélections britanniques (les Anglais s'imposent 26 fois). La plus large victoire écossaise de l'histoire est enregistrée le 23 février 1901, contre l’Irlande, sur le score de 11 buts à 0. La Fédération écossaise de football (Scottish Football Association) est fondée en 1873. Elle est affiliée à la FIFA entre 1910 et 1920, entre 1924 et 1928 et depuis 1946. Elle est membre de l'UEFA depuis sa création en 1954.
En 1950, l'Écosse s'apprête à disputer pour la première fois la Coupe du monde pour laquelle elle s'est qualifiée. Mais vexée d'avoir terminé « seulement » deuxième derrière l'Angleterre lors du British Championship qui faisait office de qualification, la fédération écossaise décide que son équipe n'est pas digne de se rendre à la Coupe du monde et déclare forfait. Pourtant les deux premiers du championnat britannique sont bien qualifiés. Le match décisif pour le titre se tient à Wembley et les Anglais s'imposent très difficilement 1-0 alors qu'un nul aurait suffi aux Écossais pour gagner le British Championship.

### L'Écosse de 1954 à 1973: les débuts en Coupe du monde
L'équipe d'Écosse de football dispute finalement sa première Coupe du monde en Suisse en 1954. Au premier tour, elle est éliminée sans surprise par les deux têtes de série de sa poule : battue 1-0 par l'Autriche puis surclassée 7-0 par l'Uruguay. Ce second score constitue encore aujourd'hui la plus large défaite écossaise. En 1958, elle inscrit son tout premier point en phase finale grâce à un match nul contre la Yougoslavie (1-1) puis s'incline contre le Paraguay (2-3) et contre la France (1-2), terminant à nouveau dernière de sa poule. Les années 1960 marquent une traversée du désert : de 1962 à 1970, l'Écosse ne parvient en effet pas à se qualifier en Coupe du monde, dont spécialement celle se déroulant en Angleterre en 1966, tandis qu'elle renonce à s'inscrire aux deux premières éditions du Championnat d'Europe.

### L'Écosse de 1974 à 1992: l'Écosse présente sur la scène internationale
L'équipe d'Écosse retrouve la Coupe du monde en 1974 après avoir remporté son groupe éliminatoire face à l'une des meilleures équipes européennes des années 1970 : la Tchécoslovaquie. En Allemagne, elle passe tout près de la qualification pour le second tour. En effet, après un bon départ et une victoire 2-0 sur le Zaïre, elle concède deux matchs nuls 0-0 contre le Brésil et la Yougoslavie. À égalité à 4 points avec ces deux dernières, l'Écosse se classe alors troisième du groupe à la différence de buts (+2 contre  +9 pour la Yougoslavie et +3 pour le Brésil) et est éliminée sans avoir perdu. En 1978, dans le groupe du Pérou, des Pays-Bas et l'Iran, elle échoue encore une fois à cause d'une différence de buts défavorable, devancée pour la deuxième place qualificative du groupe par les Pays-Bas, futurs finalistes, qu'elle arrive pourtant à battre 3-2 lors du dernier match, mais sur un score insuffisant. Auparavant, elle avait perdu contre le Pérou (1-3) et fait match nul contre l'Iran (1-1). En 1982 la différence de buts précipite pour la troisième fois consécutive l'élimination de l'Écosse au premier tour ! Ainsi, après une victoire sur la Nouvelle-Zélande (5-2) et une défaite contre le Brésil (1-4) l'Écosse condamnée à s'imposer lors de la dernière journée pour se qualifier ne peut faire mieux que match nul 2-2 contre l'URSS avec qui elle termine à égalité de points (3); en effet, contrairement aux Écossais, les Soviétiques avaient inscrit plus de buts qu'ils n'en avaient encaissés. Lors du mundial 1986, l'Écosse ne parvient à inscrire qu'un seul point et termine dernière de son groupe (0-1 contre le Danemark, 1-2 contre la RFA et 0-0 contre l'Uruguay). En 1990, elle participe à sa cinquième phase finale consécutive et est éliminée du Mondial italien une fois de plus au premier tour. Elle termine troisième de son groupe avec une victoire contre la Suède (2-1) et deux défaites contre le Brésil (0-1) et le Costa Rica (0-1) mais ne figure pas parmi les « meilleurs troisièmes » repêchés pour les huitièmes de finale.

### De 1992 à 1998: les dernières apparitions de l'Écosse à des compétitions internationales

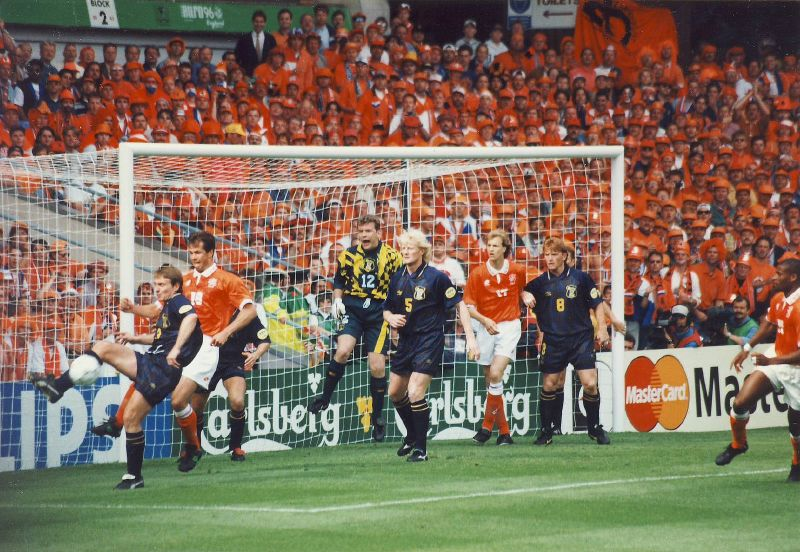
Les Écossais face aux Pays-Bas lors de l'Euro 1996.

L'équipe d'Écosse dispute sa première phase finale de Championnat d'Europe des Nations en 1992. Dans le groupe 2, elle est battue par les Pays-Bas 0-1 et l'Allemagne 0-2, avant de sauver l'honneur face à l'éphémère CEI (URSS), victoire 3-0. Non qualifiée pou le mondial 1994, l'Écosse est en revanche bien présente en Angleterre pour l'Euro 1996. Après un nul d'entrée contre les Pays-Bas (0-0) puis une défaite contre son ennemi de toujours, l'Angleterre 0-2, l'Écosse est toujours en course pour la qualification en quarts de finale lors de la dernière journée du groupe. Sa courte victoire sur la Suisse 1-0 est insuffisante pour l'Écosse qui ne profite pas de la déroute des Pays-Bas contre l'Angleterre dans l'autre match. À égalité de points et de différence de buts avec les Néerlandais, c'est le nombre de buts marqués qui permet à ces derniers de passer aux dépens des Écossais. La Coupe du monde 1998, en France, marque la dernière apparition de l'Écosse dans le tournoi mondial. Éliminée au premier tour pour la huitième fois, l'Écosse affiche un maigre bilan avec la dernière place de son groupe, un seul point pris contre la Norvège (1-1) et une lourde défaite devant le Maroc (3-0), après avoir pourtant bien résisté au Brésil lors du match d'ouverture (courte défaite 1-2).

### De 1998 à 2006: le passage à vide
Depuis la fin des années 1990, faute d'un championnat domestique compétitif, l'Écosse ne parvient plus à sortir des joueurs du talent de ceux des années 1970-1980 tels Kenny Dalglish, Joe Jordan, Graeme Souness ou Gordon Strachan (sans remonter à Denis Law ou Billy Bremner). L'équipe d'Écosse de football est absente de toute phase finale européenne ou mondiale pendant vingt ans. Lors des éliminatoires de l'Euro 2000, l'Écosse est barrée par l'Angleterre (0-2 ; 1-0). Ensuite elle est éliminée de la course au mondial 2002, par la Croatie et la Belgique. En barrages pour l'Euro 2004, l'Écosse est corrigée au match retour par les Pays-Bas (1-0 ; 0-6). Puis elle est écartée en phase éliminatoire du mondial 2006 par l'Italie et la Norvège.

### De 2006 à 2018: sursaut lors des qualifications à l'Euro 2008, puis la confirmation du déclin
Les victoires écossaises contre la France (1-0 à Glasgow et 0-1 à Paris) en éliminatoires de l'Euro 2008 laissent néanmoins entrevoir un renouveau. L'Écosse déjoue en effet tous les pronostics et se mêle à la lutte pour l'une deux places qualificatives, a priori promises à l'Italie et à la France, les deux finalistes de la précédente Coupe du monde. Elle parvient en effet à faire jeu égal avec ces deux sélections pendant toute la durée des éliminatoires. Le dernier match face aux Italiens se révèle fatal pour l'équipe écossaise qui s'incline 1-2 sur un but de Christian Panucci à la 90e+1 minute. Cette embellie de l'équipe d'Écosse se traduit par un grand bond en avant au classement mondial de la FIFA, jusqu'à la 13e place en octobre 2007.
Les progrès ne sont cependant pas confirmés lors des éliminatoires pour la Coupe du monde de football 2010, où l'équipe d'Écosse termine troisième de son groupe, à égalité avec de points avec la Norvège, mais très loin derrière les Pays-Bas, seuls qualifiés pour la phase finale.
Pour les qualifications à l'Euro 2012, L'équipe d'Écosse se retrouve placée dans le groupe I, celui de l'Espagne, championne du monde en titre. C'est une nouvelle désillusion pour les Écossais qui gagnent seulement trois matchs, donc deux contre le modeste Liechtenstein. Ils terminent à la troisième place du groupe, à 2 points des Tchèques, barragistes, mais bien loin de l'Espagne.
Lors des qualifications pour la Coupe du monde 2014, l'Écosse est placée dans un groupe équilibré, en compagnie notamment de la Croatie, la Serbie, la Belgique et le pays de Galles. Malgré trois victoires, dont une obtenue à Zagreb, lors des trois derniers matchs, les joueurs du chardon terminent à une médiocre quatrième place, bien loin de la qualification.
L'Écosse est une fois de plus en échec lors de la campagne qualificative pour l'Euro 2016, terminant à 6 points du 2e, la Pologne directement qualifiée, et à 3 points de la 3e place celle du barragiste occupée par l'Irlande ; avec au total 4 victoires, 3 nuls et 3 défaites.
L'Écosse est éliminée de la Coupe du monde 2018, en terminant 3e de son groupe de qualification (5 victoires, 3 nuls et 2 défaites) à égalité de points avec la Slovaquie, qui n'a de son côté pas réussi à figurer parmi les 8 meilleurs 2e pour accéder aux barrages.

### Depuis 2018: amélioration des performances en Ligue des nations et qualification pour les Euros 2020 et 2024
Dans le groupe 1 de la Ligue C lors de l'édition 2018-2019 de Ligue des nations, l'Écosse remporte sa poule avec 3 victoires et une seule défaite (1-2 en Israël) et est promue en Ligue B pour l'édition suivante. Elle ne réussit pas à enchaîner une seconde promotion consécutive, devancée de peu par les Tchèques mais se maintient en Ligue B avec 3 victoires (dont 2 contre les Tchèques, bien que le match aller à Prague fut joué côté tchèque par des remplaçants et des joueurs U17 U19 du fait de cas de Covid-19 touchant les titulaires habituels), un nul et 2 revers (à l'extérieur contre Israël et la Slovaquie à chaque fois sur le score de 0-1).

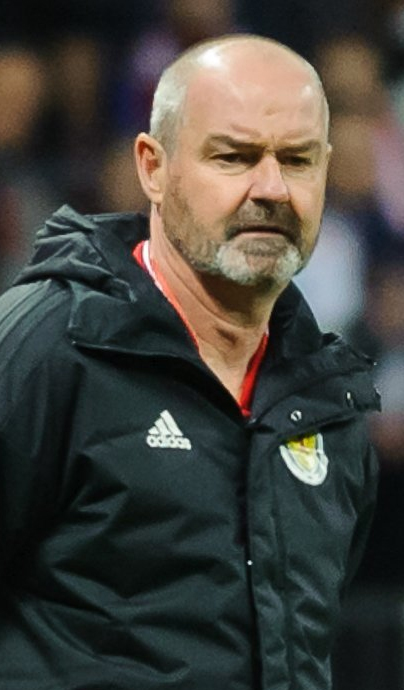
Steve Clarke, l'actuel sélectionneur

Lors des éliminatoires pour l'Euro 2021, l'Écosse rate son entrée en matière sur la pelouse du Kazakhstan (0-3) et ne parvient pas à rivaliser avec la Belgique et la Russie qui s'installent aux deux premières places directement qualificatives. Les Écossais sont cependant éligibles aux barrages du fait de leur position lors de l'édition 2018-2019 de Ligue des nations. L'Écosse écarte ainsi d'abord à domicile Israël le 8 octobre 2020 à l'issue de la séance de tirs au but après un score vierge après prolongation (0-0, 5 t.a.b. à 3), avant de récidiver lors de la « finale» de sa voie de barrages sur le terrain de la Serbie le 12 novembre 2020. En effet, les Écossais se montrent durant la majeure partie de la rencontre plus entreprenants que les Serbes, pourtant donnés favoris au coup d'envoi, et ouvrent le score à la 52e minute par Ryan Christie avant de concéder l'égalisation serbe à la fin du temps règlementaire par Luka Jović (90e minute, 1-1). Le score reste inchangé lors de la prolongation, l'Écosse remporte à nouveau la séance de tirs au but (5 t.a.b. à 4) et obtient son ticket pour la phase finale du Championnat d'Europe, 24 ans après l'Euro 1996, et 22 ans après le Mondial 1998 en France.
Placée dans le groupe D de l'Euro 2020 avec l'Angleterre, la Croatie et la Tchéquie, l'Écosse a l'avantage de jouer deux de ses trois matchs de poule à Glasgow mais elle est finalement incapable d'en profiter. La Tartan Army, maladroite dans le dernier geste, est en effet battue d'entrée à domicile par la Tchéquie (0-2) sur un doublé de Patrik Schick, dont un but inscrit d'une distance de plus de 45 mètres, la balle lobant le gardien David Marshall trop avancé. Contre toute attente, elle résiste à l'Angleterre à Wembley (0-0) lors de la deuxième journée dans une rencontre marquée par un jeu offensif anglais stérile et une organisation tactique écossaise remarquable. Pour figurer au moins parmi les quatre « meilleurs 3es » et se qualifier, elle doit remporter à domicile son dernier match face à la Croatie, un adversaire contre lequel elle ne s'est encore jamais inclinée et qui ne possède également qu'un point en deux rencontres. Malgré un cœur énorme et une grande combativité, les coéquipiers d'Andrew Robertson doivent s'incliner contre les vices-champions du monde (1-3) ; les Croates, portés par un Luka Modrić décisif, faisant la différence en seconde période, alors que Callum McGregor avait remis les deux équipes à égalité juste avant la pause.
L'équipe accomplit cependant des progrès considérables. En effet, lors des qualifications pour la Coupe du monde 2022, la Tartan Army termine 2e de son groupe derrière le Danemark, obtenant ainsi le droit de disputer une demi-finale de barrage contre l'Ukraine. Elle est cependant battue nettement à domicile et ne se qualifie pas pour le Mondial qatari (1-3). Par la suite, les hommes de Steve Clarke réussissent leur 3e édition de Ligue des nations en remportant leur groupe avec 4 victoires, un nul et une seule défaite (0-3 en Irlande), prenant même leur revanche face à l'Ukraine, principal concurrent à la première place (victoire 3-0 à domicile, nul 0-0 à l'extérieur sur terrain neutre), obtenant ainsi leur promotion en Ligue A pour l'édition suivante. Ensuite, le début des éliminatoires de l'Euro 2024 est une réussite, puisque l'Écosse pointe provisoirement en tête de son groupe avec 4 victoires en autant de rencontres disputées, dont une à domicile contre l'Espagne (2-0). Elle se qualifie finalement en terminant 2e de son groupe avec 5 victoires, 2 nuls et une défaite (0-2 au retour contre la Roja).
L'Écosse a été tirée au sort pour affronter l'Allemagne, la Suisse et la Hongrie dans le groupe A. Elle a été écrasée 5-1 par les Allemands lors du premier match, a fait match nul 1-1 avec les Suisses et s'est inclinée 1-0 contre la Hongrie, terminant une fois de plus à la dernière place du groupe,,. On estime qu'environ 200 000 supporters écossais ont fait le déplacement pour l'Euro 2024,.

## Palmarès

### Classement FIFA
| Année              | 1993 | 1994 | 1995 | 1996 | 1997 | 1998 | 1999 | 2000 | 2001 | 2002 | 2003 | 2004 | 2005 | 2006 | 2007 | 2008 | 2009 | 2010 | 2011 | 2012 | 2013 | 2014 | 2015 | 2016 | 2017 | 2018 | 2019 | 2020 | 2021 | 2022 | 2023 | 2024 |
| ------------------ | ---- | ---- | ---- | ---- | ---- | ---- | ---- | ---- | ---- | ---- | ---- | ---- | ---- | ---- | ---- | ---- | ---- | ---- | ---- | ---- | ---- | ---- | ---- | ---- | ---- | ---- | ---- | ---- | ---- | ---- | ---- | ---- |
| Classement mondial | 24   | 32   | 26   | 29   | 37   | 38   | 20   | 25   | 50   | 59   | 54   | 86   | 60   | 25   | 14   | 33   | 46   | 52   | 47   | 72   | 34   | 36   | 52   | 67   | 32   | 38   | 50   | 48   | 38   | 42   | 36   | 45   |

### Parcours enCoupe du monde
| Année | Position      |      | Année         | Position |               | Année | Position |
| 1930  | Non inscrite  | 1974 | 1er tour      | 2010     | Non qualifiée |       |          |
| 1934  | Non inscrite  | 1978 | 1er tour      | 2014     | Non qualifiée |       |          |
| 1938  | Non inscrite  | 1982 | 1er tour      | 2018     | Non qualifiée |       |          |
| 1950  | Forfait       | 1986 | 1er tour      | 2022     | Non qualifiée |       |          |
| 1954  | 1er tour      | 1990 | 1er tour      | 2026     | À venir       |       |          |
| 1958  | 1er tour      | 1994 | Non qualifiée | 2030     | À venir       |       |          |
| 1962  | Non qualifiée | 1998 | 1er tour      | 2034     | À venir       |       |          |
| 1966  | Non qualifiée | 2002 | Non qualifiée |          |               |       |          |
| 1970  | Non qualifiée | 2006 | Non qualifiée |          |               |       |          |

### Parcours enChampionnat d'Europe
| Année | Position      |      | Année         | Position |               | Année | Position |
| 1960  | Non inscrite  | 1988 | Non qualifiée | 2016     | Non qualifiée |       |          |
| 1964  | Non inscrite  | 1992 | 1er tour      | 2020     | 1er tour      |       |          |
| 1968  | Non qualifiée | 1996 | 1er tour      | 2024     | 1er tour      |       |          |
| 1972  | Non qualifiée | 2000 | Non qualifiée | 2028     | À venir       |       |          |
| 1976  | Non qualifiée | 2004 | Non qualifiée | 2032     | À venir       |       |          |
| 1980  | Non qualifiée | 2008 | Non qualifiée |          |               |       |          |
| 1984  | Non qualifiée | 2012 | Non qualifiée |          |               |       |          |

### Parcours enLigue des nations de l'UEFA
| Édition   | Ligue | Phase de Groupe | Phase de Groupe | Phase de Groupe | Phase de Groupe | Phase de Groupe | Phase de Groupe | Phase de Groupe | Phase finale | Phase finale  | Phase finale  | Phase finale  | Phase finale  | Phase finale  | Phase finale  | Phase finale  |
| Édition   | Ligue | Class.          | J               | G               | N               | P               | bp              | bc              | Pays hôte    | Résultat      | J             | G             | N             | P             | bp            | bc            |
| --------- | ----- | --------------- | --------------- | --------------- | --------------- | --------------- | --------------- | --------------- | ------------ | ------------- | ------------- | ------------- | ------------- | ------------- | ------------- | ------------- |
| 2018-2019 | C     | 1/3             | 4               | 3               | 0               | 1               | 10              | 4               | 2019         | Inéligible    | Inéligible    | Inéligible    | Inéligible    | Inéligible    | Inéligible    | Inéligible    |
| 2020-2021 | B     | 2/4             | 6               | 3               | 1               | 2               | 5               | 4               | 2021         | Inéligible    | Inéligible    | Inéligible    | Inéligible    | Inéligible    | Inéligible    | Inéligible    |
| 2022-2023 | B     | 1/4             | 6               | 4               | 1               | 1               | 11              | 5               | 2023         | Inéligible    | Inéligible    | Inéligible    | Inéligible    | Inéligible    | Inéligible    | Inéligible    |
| 2024-2025 | A     | 3/4             | 6               | 2               | 1               | 3               | 7               | 8               | 2025         | Non qualifiée | Non qualifiée | Non qualifiée | Non qualifiée | Non qualifiée | Non qualifiée | Non qualifiée |
| Total     | Total | Total           | 22              | 12              | 3               | 7               | 33              | 21              | Total        | Total         | 0             | 0             | 0             | 0             | 0             | 0             |

### Coupe Kirin
- Kirin Cup 2006 : vainqueur

## Principaux joueurs

### Anciens joueurs
Gardiens
| - Bill Brown - Andy Goram - David Harvey | - Jim Leighton - Alan Rough |

Défenseurs
| - Roy Aitken - Tom Boyd - Martin Buchan - Colin Calderwood - Eric Caldow - Gary Caldwell - Christian Dailly - Willie Donachie - Bobby Evans - Tom Forsyth | - Richard Gough - Frank Gray - John Greig - Alan Hansen - Colin Hendry - Jim Holton - Sandy Jardine - Maurice Malpas - Danny McGrain - Stewart McKimmie | - Alex McLeish - Jackie McNamara - Billy McNeill - Dave McPherson - Gordon McQueen - Willie Miller - David Narey - Steve Nicol - David Weir - George Young |

Milieux
| - Jim Baxter - Jim Bett - Billy Bremner - Scott Brown - Craig Burley - Bobby Collins | - John Collins - Tommy Docherty - Darren Fletcher - Archie Gemmill - Asa Hartford - David Hay | - Alex James - Paul Lambert - Peter Lorimer - Gary McAllister - Stuart McCall - Billy McKinlay | - Paul McStay - Willie Morgan - John Robertson - Graeme Souness - Gordon Strachan - John Wark |

Attaquants
| - Steve Archibald - Alan Brazil - Kenny Dalglish - Gordon Durie - Hughie Gallacher | - Kevin Gallacher - Alan Gilzean - Darren Jackson - Mo Johnston - Jimmy Johnstone | - Joe Jordan - Denis Law - Brian McClair - Ally McCoist - Kenny Miller | - Steven Naismith - Pat Nevin - Lawrie Reilly - Billy Steel - Paul Sturrock |

### Effectif actuel
Liste des joueurs convoqués pour disputer les matchs à l'Euro 2024 contre l'Allemagne, la Suisse et la Hongrie, respectivement les 14, 19 et 23 juin 2024.

## Sélectionneurs
De 1872 à 1954, un comité de la fédération écossaise sélectionne les joueurs.
Les sélectionneurs en italique ont assuré l'intérim.
Mis à jour le 18 juin 2025.
| Sélectionneur       | Période     | Matchs | Gagnés | Nuls | Perdus | Gagnés % |
| ------------------- | ----------- | ------ | ------ | ---- | ------ | -------- |
| Comité de sélection | 1872-1954   | 229    | 137    | 41   | 51     | 59,82    |
| Andy Beattie        | 1954        | 6      | 2      | 1    | 3      | 33,33    |
| Comité de sélection | 1954-1958   | 23     | 10     | 7    | 6      | 43,47    |
| Dawson Walker       | 1958        | 6      | 1      | 2    | 3      | 16,67    |
| Matt Busby          | 1958        | 2      | 1      | 1    | 0      | 50       |
| Andy Beattie        | 1959-1960   | 12     | 3      | 3    | 6      | 25       |
| Ian McColl          | 1960-1965   | 28     | 17     | 3    | 8      | 60,71    |
| Jock Stein          | 1965-1966   | 7      | 3      | 1    | 3      | 42,85    |
| John Prentice       | 1966        | 4      | 0      | 1    | 3      | 0        |
| Malky McDonald      | 1966-1967   | 2      | 1      | 1    | 0      | 50       |
| Bobby Brown         | 1967-1971   | 28     | 9      | 8    | 11     | 32,14    |
| Tommy Docherty      | 1971-1972   | 12     | 7      | 2    | 3      | 58,33    |
| Willie Ormond       | 1973-1977   | 38     | 18     | 8    | 12     | 47,36    |
| Ally MacLeod        | 1977-1978   | 17     | 7      | 5    | 5      | 41,17    |
| Jock Stein          | 1978-1985   | 61     | 26     | 12   | 23     | 42,62    |
| Alex Ferguson       | 1985-1986   | 10     | 3      | 4    | 3      | 30       |
| Andy Roxburgh       | 1986-1993   | 62     | 23     | 19   | 20     | 37,09    |
| Craig Brown         | 1993-2002   | 70     | 32     | 18   | 20     | 45,71    |
| Berti Vogts         | 2002-2004   | 31     | 8      | 7    | 16     | 25,806   |
| Tommy Burns         | 2004        | 1      | 0      | 0    | 1      | 0        |
| Walter Smith        | 2004-2007   | 16     | 7      | 5    | 4      | 43,75    |
| Alex McLeish        | 2007        | 10     | 7      | 0    | 3      | 70       |
| George Burley       | 2008-2009   | 14     | 3      | 3    | 8      | 21,42    |
| Craig Levein        | 2009-2012   | 24     | 10     | 5    | 9      | 41,67    |
| Billy Stark         | 2012        | 1      | 1      | 0    | 0      | 100      |
| Gordon Strachan     | 2013-2017   | 40     | 19     | 9    | 12     | 47,5     |
| Malky Mackay        | 2017        | 1      | 0      | 0    | 1      | 0        |
| Alex McLeish        | 2018-2019   | 12     | 5      | 0    | 7      | 41,67    |
| Steve Clarke        | depuis 2019 | 68     | 29     | 15   | 24     | 42,64    |

### Staff actuel
| Nom                 | Fonction                |
| ------------------- | ----------------------- |
| Steve Clarke        | Sélectionneur           |
| John Carver         | Sélectionneurs adjoints |
| Austin MacPhee (en) | Sélectionneurs adjoints |
| Steven Naismith     | Sélectionneurs adjoints |
| Chris Woods         | Entraîneur des gardiens |

## Records
| Rang | Sélections | Joueur           | Carrière  | Buts |
| ---- | ---------- | ---------------- | --------- | ---- |
| 1    | 102        | Kenny Dalglish   | 1971-1986 | 30   |
| 2    | 91         | Jim Leighton     | 1982-1998 | 0    |
| 3    | 84         | Andrew Robertson | 2014-     | 4    |
| 4    | 80         | Darren Fletcher  | 2003-2017 | 5    |
| 5    | 77         | Alex McLeish     | 1980-1993 | 0    |
| 6    | 76         | Paul McStay      | 1983-1997 | 9    |
| 7    | 74         | Craig Gordon     | 2004-2022 | 0    |
| 8    | 72         | Tom Boyd         | 1990-2001 | 1    |
| 9    | 69         | Kenny Miller     | 2001-2013 | 18   |
| 9    | 69         | John McGinn      | 2016-     | 18   |

| Rang | Buts | Joueur           | Carrière  | Sélections | Ratio |
| ---- | ---- | ---------------- | --------- | ---------- | ----- |
| 1    | 30   | Denis Law        | 1958-1974 | 55         | 0,54  |
| 1    | 30   | Kenny Dalglish   | 1971-1986 | 102        | 0,29  |
| 3    | 24   | Hughie Gallacher | 1924-1935 | 20         | 1,2   |
| 4    | 22   | Lawrie Reilly    | 1948-1957 | 38         | 0,58  |
| 5    | 19   | Ally McCoist     | 1986-1998 | 61         | 0,31  |
| 6    | 18   | Kenny Miller     | 2001-2013 | 69         | 0,26  |
| 6    | 18   | John McGinn      | 2016-     | 69         | 0,26  |
| 8    | 15   | Robert Hamilton  | 1899-1911 | 11         | 1,36  |
| 8    | 15   | James McFadden   | 2002-2010 | 48         | 0,31  |
| 10   | 14   | Mo Johnston      | 1984-1991 | 38         | 0,36  |

Les joueurs en gras sont encore en activité.